# Stu Wilson
Stuart Sinclair Wilson (Gore, 22 de julio de 1954-8 de junio de 2025) fue un agente inmobiliario, comentarista deportivo y jugador neozelandés de rugby que se desempeñaba como wing.

## Selección nacional
Fue convocado a los All Blacks por primera vez en noviembre de 1977 para jugar ante Les Bleus, integró el plantel que enfrentó a los British and Irish Lions que se encontraban de gira por el país en 1983 siendo el mayor anotador de tries y fue capitán de su seleccionado durante la gira por Gran Bretaña del mismo año donde jugó su último partido en noviembre contra el XV de la Rosa.
En total jugó 34 partidos y marcó 76 puntos producto de 19 tries (un try valía 4 puntos hasta 1992).

## Palmarés
- Campeón de la Mitre 10 Cup de 1978 y 1981.